# 坎氏粗犁鰻
坎氏粗犁鰻，為輻鰭魚綱鰻鱺目糯鰻亞目蛇鰻科的其中一種，分布於亞洲、大洋洲，包括菲律賓、新幾內亞北部、萬那杜及新喀里多尼亞的淡水水域，體長可達41公分，棲息在流動的溪流，屬肉食性，生活習性不明。

## 擴展閱讀
維基物種上的相關：坎氏粗犁鰻